# Bourrignon
Bourrignon (toponimo francese; in  tedesco Bürkis, desueto) è un comune svizzero di 261 abitanti del Canton Giura, nel distretto di Delémont.

## Monumenti e luoghi d'interesse

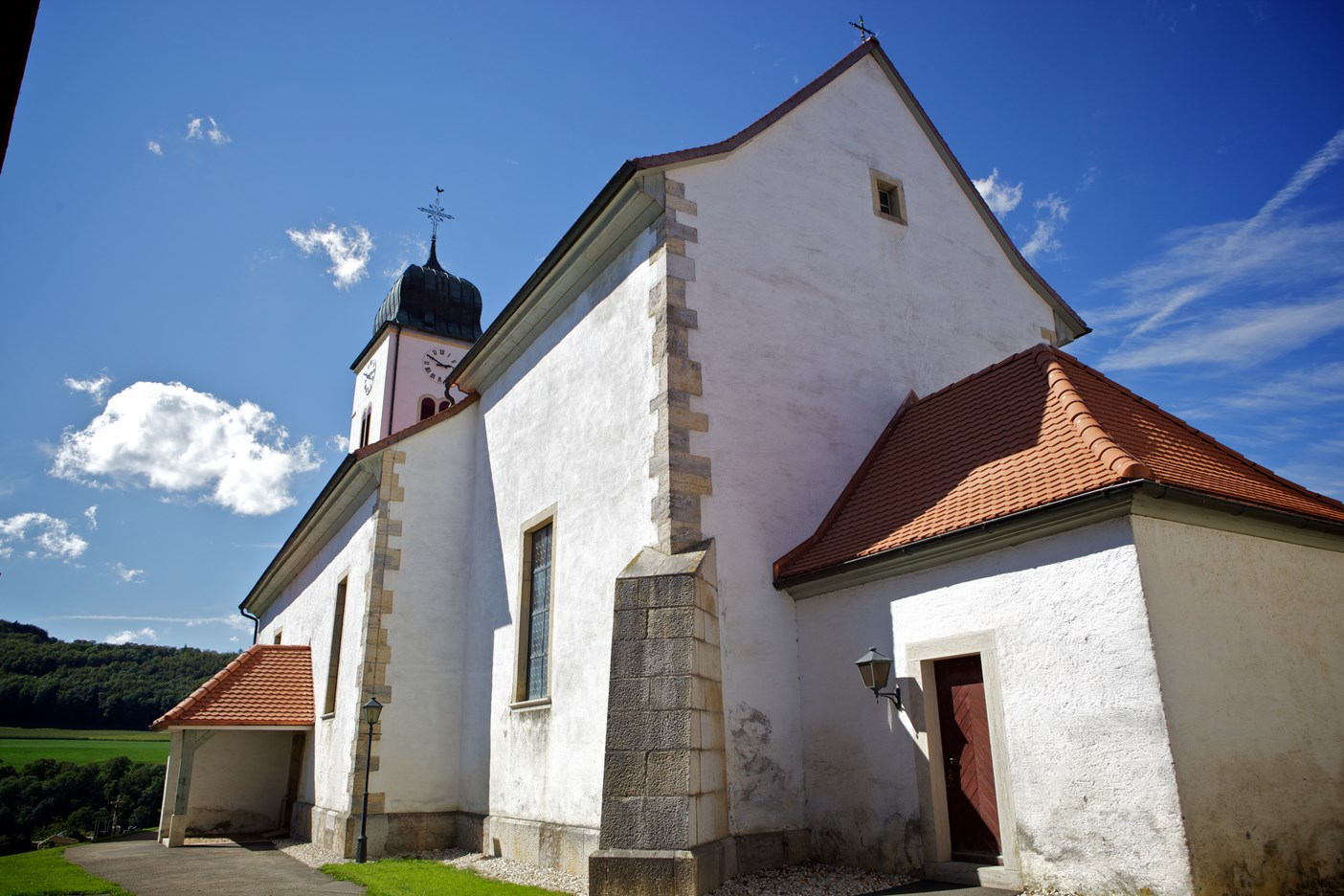
La chiesa cattolica di San Sebastiano

- Chiesa cattolica di San Sebastiano, attestata dal 1181 e ricostruita nel 1747-1749[1].

## Società

### Evoluzione demografica
L'evoluzione demografica è riportata nella seguente tabella:
Abitanti censiti

## Amministrazione
Ogni famiglia originaria del luogo fa parte del comune patriziale che ha la responsabilità della manutenzione di ogni bene comune.